# Fundacja Aparat Caffe
Fundacja Aparat Caffe thực chất là một bảo tàng của các máy chụp ảnh ở thành phố Rzeszów, một thành phố lớn nhất phía Đông Nam của Ba Lan, thuộc tỉnh Podkarpackie. Mục tiêu chính của Fundacja Aparat Caffe (Camera Caffe Foundation) là lưu giữ, khám phá và phát triển văn hóa nhiếp ảnh, quảng bá các di sản văn hóa, kết nối xã hội đương đại với quá khứ và ký ức, đồng thời khuyến khích phát triển sự sáng tạo của mỗi người.

## Bộ sưu tập
Đã có khoảng 2000 triển lãm được trưng bày, bao gồm 1300 các loại máy ảnh đến thừ thế kỷ 19, các loại máy đo ánh sáng, các kiểu đền flash, máy phóng lớn, thiết bị phòng tối, các phụ kiện chụp ảnh khác và nhiều tài liệu liên quan.
Đáng chú ý trong bộ sưu tập, có máy ảnh xuất hiện từ những năm 1863, kèm theo đầy đủ các phụ kiện, cũng như một số sản phẩm được chụp bởi máy ảnh này.

## Lịch sử
Người sáng lập và hiện đang là chủ tịch của Fundacja Aparat Caffe là ông Piotr Mądrzyk. Ông là một nhà sưu tập các loại máy ảnh cũ, trong quá trình sưu tập, ông đã không ngừng phát triển nó, đồng thời phân loại và chuẩn bị cho sự kiện triển lãm của mình. Fundacja Aparat Caffe đã được khai trương vào ngày 1 tháng 2 năm 2017, tại số 11 đường Bernardyńska ở Rzeszów.
Các nhà sáng lập đang có kế hoạch tiến hành các hội thảo và sẽ dạy cách chụp ảnh bằng các phương pháp cũ và thuê máy ảnh cũ. Hiện tại Fundacja Aparat Caffe cũng muốn mở rộng bộ sưu tập, và do đó khuyến khích mọi người không vứt bỏ các thiết bị chụp ảnh cũ và hãy gửi tới bảo tàng, vì các nhà sáng lập quan niệm rằng mỗi sản phẩm mà họ gửi đến đều sẽ tìm được một vị trí xứng đáng trong bảo tàng.